# Mormântul lui Avram Iancu
Mormântul lui Avram Iancu este un monument istoric aflat pe teritoriul satului Țebea; comuna Baia de Criș. Acesta se află în Panteonul Moților, în imediata apropiere a gorunului lui Horea.

## Descriere

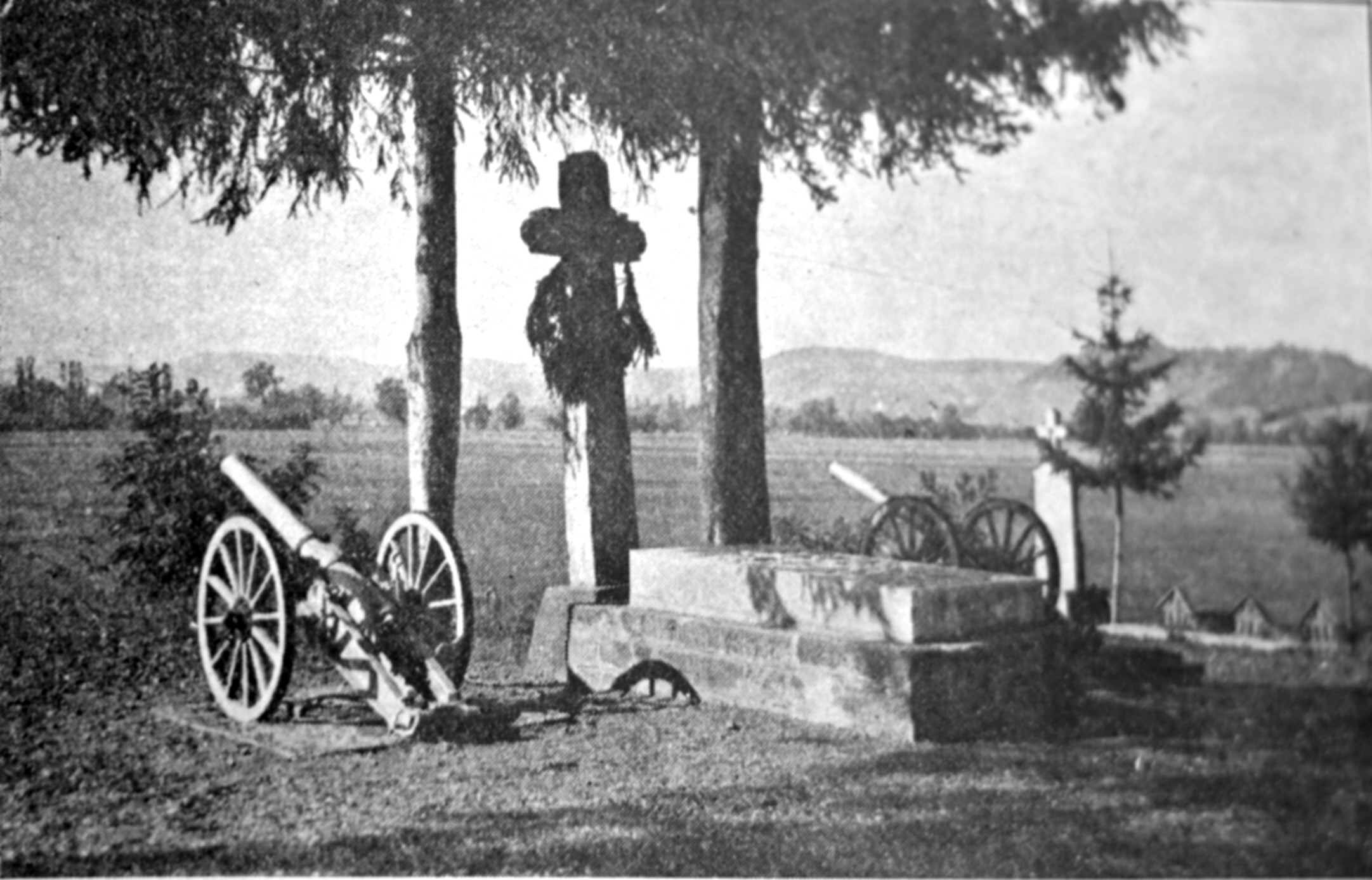
Mormântul lui Avram Iancu în anii 1930

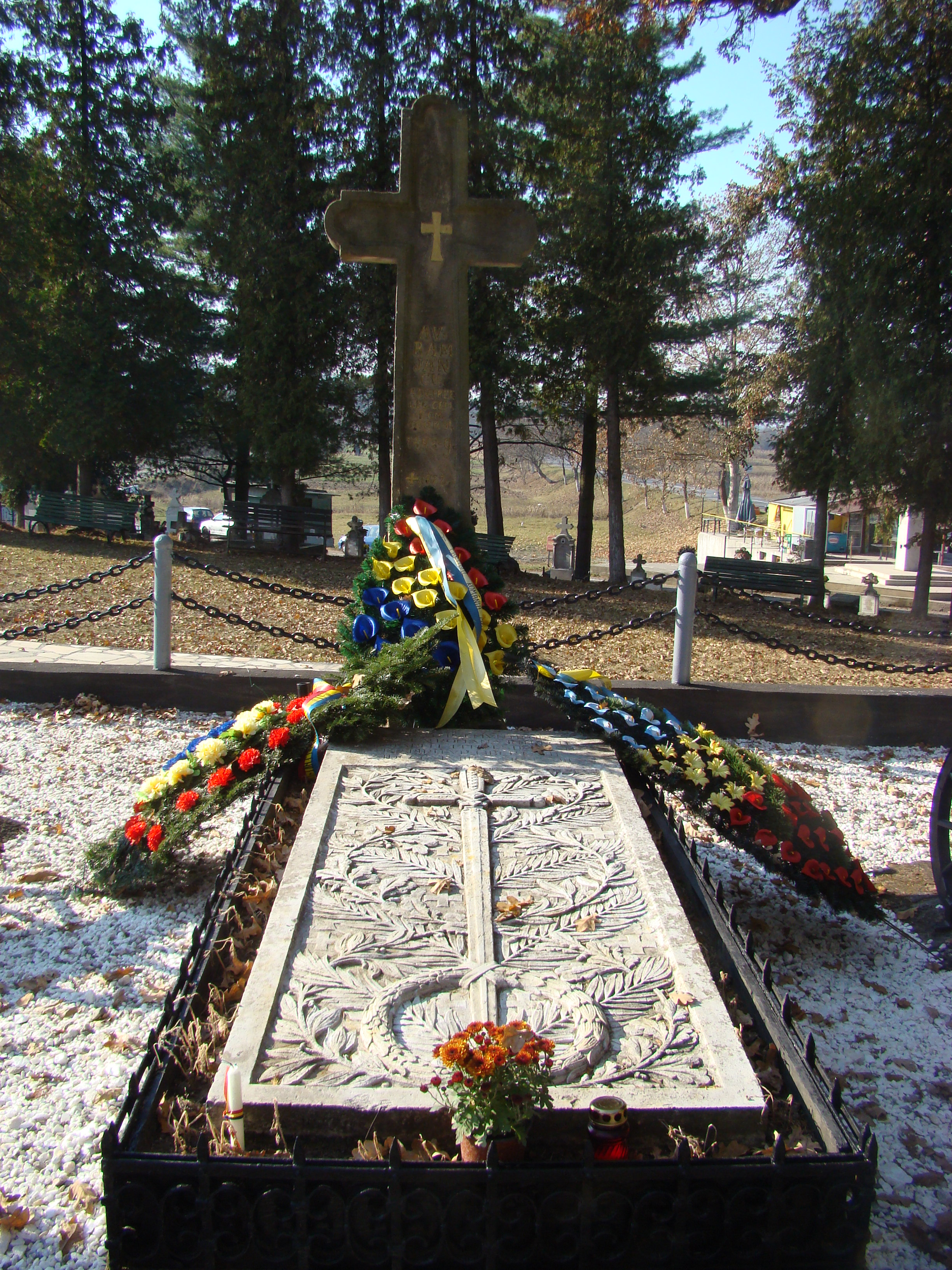
Lespedea de pe mormânt
Atribuire: Țetcu Mircea Rareș

Avram Iancu a decedat la 10 septembrie 1874 în casa lui Ioan Stupină, zis Lieber, din Baia de Criș, iar la 13 septembrie a fost îngropat, conform dorinței sale, lângă gorunul lui Horea.
Inițial, mormântul era de pământ, conform obiceiului, Crucea de la căpătâi a fost donată de preotul Ioan Tisu (al doilea), care pregătise crucea pentru propriul său mormânt. Inscripția de pe cruce este: „AV RAM IAN CU, ADV(OCAT), PREF(ECTUL) LEG(IUNILOR) ROM(ÂNE) în anul 1848–9. +1872”.
În 1924, cu ocazia centenarului nașterii sale, societatea ASTRA, al cărei președinte era Vasile Goldiș, a organizat între 28 august–2 septembrie ample manifestări, la care au luat parte regele Ferdinand I, regina Maria, primul ministru Ionel Brătianu, Miron Cristea, Vasile Suciu, Gurie Grosu, Octavian Goga, Alexandru Averescu, miniștri, generali, conducerea ASTREI. La eveniment n-au participat Nicolae Iorga și Iuliu Maniu deoarece erau oponenți politici ai lui Vasile Goldiș. Cimitirul a fost reorganizat, mormântul lui Avram Iancu a fost împrejmuit și degajat — 24 de alte morminte fiind reamplasate — iar în perimetrul său au fost amplasate două tunuri din războiul din 1877. Acestea sunt tunuri de munte Armstrong cal. 63, md. 1883.
La 1 noiembrie 1931 din inițiativa și cu contribuția istoricilor Gheorghe I. Brătianu și Constantin C. Giurescu pe mormântul lui Avram Iancu a fost așezată o lespede de marmură gri sculptată de Gheorghe M. Cantacuzino. Lespedea poartă inscripția: „Craiului Munților. Națiunea Română întregită în hotarele ei firești și unită în spiritul libertății. MDCCCXLVIII–MCMXVIII”, concepută de Nicolae Iorga.
După al Doilea Război Mondial gardul de împrejmuire al zonei de 8,4 × 5,4 m din jurul mormântului a fost refăcut din beton și decorat cu lanțuri metalice.
Monumentul a fost permanent întreținut, ultima renovare având loc în 2004.